# O Fino da Bossa
O Fino da Bossa foi um programa produzido e exibido pela TV Record São Paulo, apresentado por Elis Regina e Jair Rodrigues, e com a direção musical de Walter Silva. Ficou no ar entre 1965 e 1967, e teve tanto sucesso que gerou a gravação de três LPs ao vivo pela gravadora Philips: Um deles, Dois na Bossa, foi o primeiro disco brasileiro a vender um milhão de cópias. Antes, em 1964 o programa teve uma curta temporada na TV Excelsior Rio com o nome Dois na Bossa.
Devido a uma queda de audiência, Ronaldo Bôscoli e Miele assumiram a direção do programa para tentar salva-lo.
Em 1994, foi lançado Elis Regina ‎– No Fino Da Bossa, um box contendo gravações de Elis gravadas no programa, por meio da gravadora Velas.
Em 2018, a Record exibiu um especial com o nome do programa que contou com importantes nomes da música brasileira como Alcione, Gilberto Gil, Elza Soares, Marcos Valle, dentre outros. A apresentação foi de Pedro Mariano, filho de Elis Regina, e Luciana Mello, filha de Jair Rodrigues. O especial foi reprisado no dia 24 de dezembro de 2020.

## Referência
- Artigo O Fino da Bossa na página da Rádio Cultura Brasil

1. ↑  «Especial recria programa 'O Fino da Bossa', que marcou a década de 1960». Folha de S.Paulo. 11 de dezembro de 2018. Consultado em 26 de julho de 2019
2. ↑  CASTRO, Ruy (2001). Chega de Saudade. Rio de Janeiro: Companhia das letras. pp. 416–416
3. ↑  https://www.discogs.com/Elis-Regina-No-Fino-Da-Bossa-Ao-Vivo-3-Volumes-Gravações-Originais/release/11969228
4. ↑  «Especial de TV 'O Fino da Bossa' homenageia programa histórico de Elis e Jair Rodrigues - Cultura». Estadão. Consultado em 26 de julho de 2019
5. ↑  «Record refaz O Fino da Bossa com filhos de Jair Rodrigues e Elis Regina». F5. 20 de setembro de 2018. Consultado em 26 de julho de 2019
6. ↑  «Gravado em setembro, Record exibe revival de "O Fino da Bossa"». tvefamosos.uol.com.br. Consultado em 26 de julho de 2019
7. ↑  «Especiais de Natal dominam programação da televisão aberta e paga». Folha de S.Paulo. 23 de dezembro de 2020. Consultado em 26 de dezembro de 2020